# Győrzámoly
Győrzámoly là một thị trấn thuộc hạt Győr-Moson-Sopron, Hungary. Thị trấn này có diện tích 26,38 km², dân số năm 2010 là 2423 người, mật độ 92 người/km².